# 허리케인 밀턴
허리케인 밀턴(Hurricane Milton)은 허리케인 헬린이 미국 플로리다주의 빅 밴드 지역을 초토화시킨지 2주도 채 되지 않아 다시 접근 중인 멕시코만의 매우 강력한 열대 저기압이다. 2024년 북대서양 허리케인의 13번째로 이름붙여진 폭풍이자 9번째 대서양 허리케인, 4번째 주요 허리케인이자 2번째 5등급 허리케인이다. 허리케인 밀턴은 카리브해 서부에서 오랫동안 추적된 열대 저기압에서 시작되어 10월 5일 캄페체만에서 조직되기 시작했다. 이 후 폭풍이 폭발적으로 강화되어 10월 7일 5등급 허리케인으로 강해졌다. 최고 세력 당시 허리케인은 기록상 5번째로 강한 허리케인으로 기록되었다. 이후 밀턴은 눈벽 대체 과정으로 4등급 허리케인으로 약화되었다가 다시 세력을 회복해 5등급 허리케인이 되었다. 이후 허리케인은 북쪽으로 방향을 틀며 플로리다를 향해 움직이면서 현지 시각 10월 9일 오후 8시 30분(10월 10일 00:30 UTC)에 시에스타키에 상륙하기 직전에는 3등급 허리케인으로 약화되었다. 이후 허리케인이 플로리다주를 지나 대서양으로 향하며 급격히 약화되었으며 10월 10일에는 전면수렴대를 가진 온대 저기압화 되었다. 이후 남은 잔존저기압은 10월 12일 버뮤다를 지나 대서양 중부 해역에서 소멸했다.
허리케인 상륙에 앞서 미국 플로리다주는 비상사태를 선포하고 주민에게 대피령을 내렸으며, 이 때문에 플로리다주에서는 사상 최대 규모의 대피령이 내려졌다. 멕시코의 유카탄반도에서는 허리케인 강타가 예상되진 않았으나 강력한 허리케인이 가까워지자 해안가 인근 주민은 폭풍이 다가오기 전 대비책을 강구했다. 10월 9일 기준 허리케인 밀턴으로 총 6명의 사망자가 발생했으며, 플로리다주에서는 여러 토네이도도 형성시켰다.

## 전개
미국 국립 허리케인 센터(NHC)는 9월 26일 카리브해 서부에서 처음으로 발달 가능성이 있는 저기압 영역을 관측했다. 점진적인 저기압대 발달이 이루어지며 카리브해 서부에 넓은 저기압대가 형성되어 무질서한 소나기와 뇌우를 일으켰으며 이틀 후에는 열린 기압골로 축퇴했다. 이 열대요란은 동태평양의 열대 저기압 11-E 잔존저기압 및 정체전선과 상호작용하며 캄페체만에서 세력을 굳혔다. 10월 4일에는 더 많은 발달 징후를 보이며 열대요란 92L로 지정되었다. 다음날에는 소나기와 뇌우대가 더욱 조직화되며 NHC에서는 열대저기압 제14호로 격상했다. 이 저기압은 3시간도 채 안되어 위성의 바람 관측 데이터에서 폭풍이 강풍급임이 밝혀지면서 열대폭풍 밀턴으로 다시 격상되었다. 지향류가 약해 캄페체만에서 저기압대가 불규칙하게 움직이며 점진적으로 강해졌다. 미국 중부 상공에 발달한 중층 기압골은 밀턴을 멕시코만 동쪽으로 이동하는 데 도움을 주었다. 작은 폭풍이었던 밀턴의 최대 풍속 반경은 30 해리 (56 km)에 불과했다. 10월 6일 이른 아침까지 나선대와 지속적인 대류폭발이 발생했다.
| 세기 순 대서양 허리케인 () | 세기 순 대서양 허리케인 () | 세기 순 대서양 허리케인 () | 세기 순 대서양 허리케인 () | 세기 순 대서양 허리케인 () | 세기 순 대서양 허리케인 () |
| 순위                       | 허리케인                   | 년도                       | 최저기압                   | 최저기압                   |                            |
| 순위                       | 허리케인                   | 년도                       | hPa                        | inHg                       |                            |
| -------------------------- | -------------------------- | -------------------------- | -------------------------- | -------------------------- | -------------------------- |
| 1                          | 윌마                       | 2005년                     | 882                        | 26.05                      |                            |
| 2                          | 길버트                     | 1988년                     | 888                        | 26.23                      |                            |
| 3                          | "노동절"                   | 1935년                     | 892                        | 26.34                      |                            |
| 4                          | 리타                       | 2005년                     | 895                        | 26.43                      |                            |
| 5                          | 밀턴                       | 2024년                     | 897                        | 26.49                      |                            |
| 6                          | 앨런                       | 1980년                     | 899                        | 26.55                      |                            |
| 7                          | 캐밀                       | 1969년                     | 900                        | 26.58                      |                            |
| 8                          | 카트리나                   | 2005년                     | 902                        | 26.64                      |                            |
| 9                          | 미치                       | 1998년                     | 905                        | 26.73                      |                            |
| 9                          | 딘                         | 2007년                     | 905                        | 26.73                      |                            |
| 출처: HURDAT               |                            |                            |                            |                            |                            |

10월 6일 오후 제53기상정찰비행대대 허리케인 헌터가 밀터를 관측한 후 간헐적인 눈이 보이는 허리케인이 되었음을 확인했다. 하룻밤 사이에 밀턴은 33 °C에 가까운 해수면 온도, 높은 상대습도, 낮은 급변풍 등 매우 유리한 환경 조건으로 폭발적으로 세력을 강화하기 시작했다. 이러면서 약 −80 °C에 달하는 매우 깊은 회오리 속에서 4 해리 (7.4 km) 크기의 태풍의 눈이 발생했고 10월 7일 UTC 오전 11시에는 메이저 허리케인으로, 16시에는 5등급 허리케인으로 격상되면서 2024년 사상 두 번째 5등급 허리케인이 되었다. 밀턴은 10월 8일 UTC 자정에 최대지속풍속 285 km/h, 최저 중심기압 897 mbar (26.49 inHg)를 기록하며 2005년 당시 허리케인 윌마 이후 가장 강력한 허리케인이자 역대 5번째로 강력한 대서양 허리케인으로 기록되었다. 10월 7일 UTC 자정부터 10월 8일 UTC 자정까지 24시간동안 기압은 981 mb (28.97 inHg)에서 897 mbar (26.49 inHg)로 84 mb (2.48 inHg)만큼 떨어졌고, 풍속은 90 mph (145 km/h)만큼 늘어났다. 이는 대서양 허리케인 중에서는 윌마와 허리케인 필릭스에 이어 세 번째로 빠르게 발달한 허리케인이며 멕시코만에서는 가장 빠르게 발달한 기록을 세웠다.

허리케인 밀턴이 미국 플로리다주 중부에 상륙하는 모습을 촬영한 레이더 지도

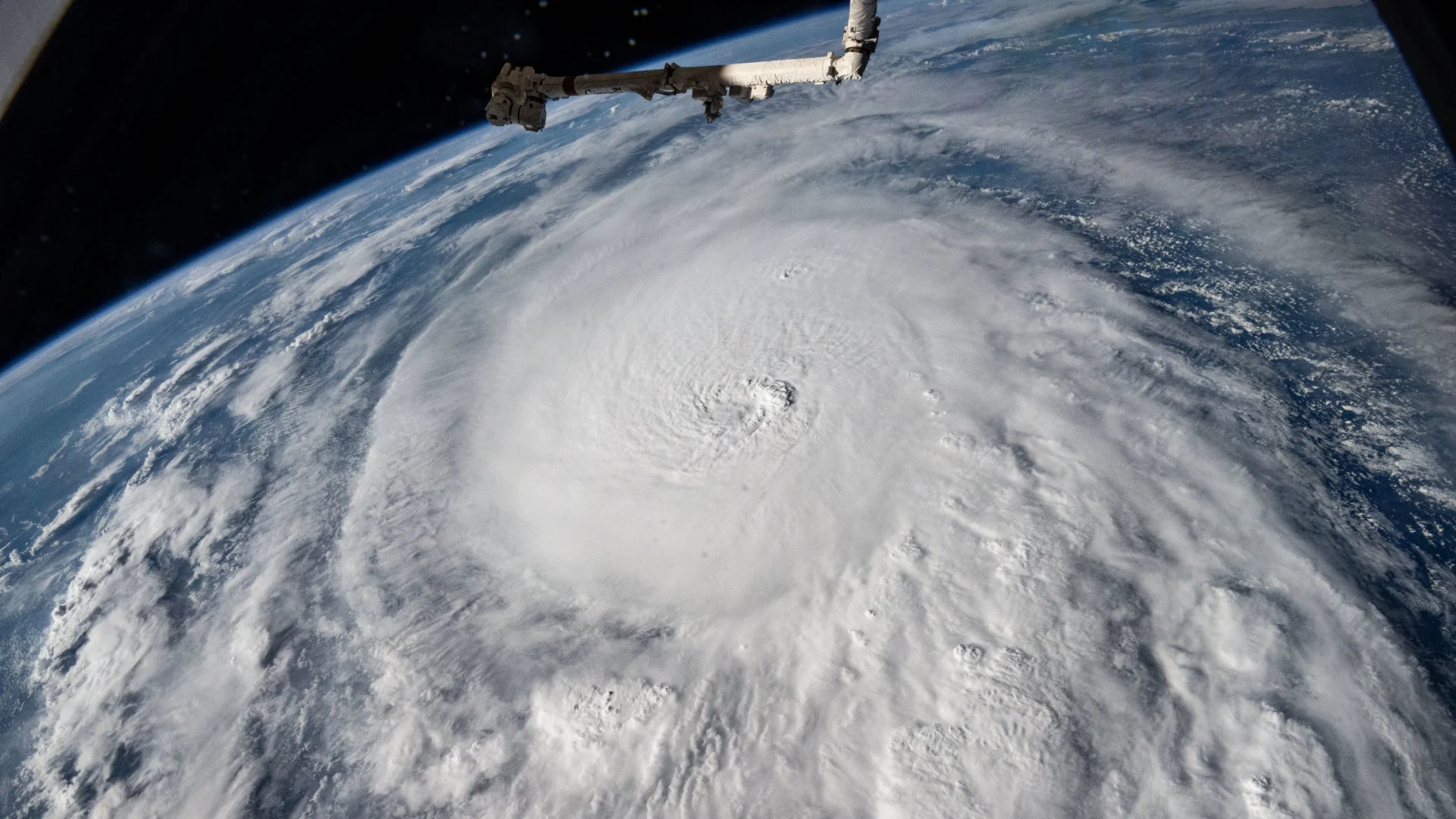
국제 우주 정거장이 촬영한 허리케인 밀턴의 모습. 2024년 10월 8일 기준 멕시코만에서 5등급 허리케인으로 발달한 모습이다.

세력이 최고조에 달하자 눈벽 대체 과정으로 추가 세력 강화는 중단되어 이날 밤 허리케인은 4등급으로 약화되었다. 하지만 더 큰 태풍의 눈이 또렷해졌고 밀턴은 10월 8일 오후에 다시 5등급으로 세력이 강화되었으며 이 무렵 허리케인은 2차 최전성기를 향해 발달해 10월 9일 UTC 자정 무렵에는 최대풍속 270 km/h, 최저기압 902 mbar (26.64 inHg)를 기록했다. 이 때 밀턴은 동북쪽을 향해 방향을 틀면서 플로리다주를 향해 주향풍이 부는 기압골 속에서 가속하기 시작했다. 다음 날인 10월 9일에는 저기압 발달에 불리한 조건이 밀턴에 영향을 미치기 시작해 이날 아침 일찍에는 5등급 허리케인 이하로 세력이 약화되었다. 허리케인의 눈은 구름으로 가득 차 점점 불분명하게 흐려졌고 30–35 노트 (56–65 km/h) 풍속에 달하는 서남풍 방향의 강한 급변풍이 허리케인을 추월하며 허리케인의 대류도 점점 울퉁불퉁해졌다. 미국 국립 허리케인 센터는 10월 10일 UTC 00시 30분(현지 시각 10월 9일 오후 8시 30분)에 195 km/h의 풍속을 가진 3등급 허리케인 세력으로 미국 플로리다주 시에스타키 근처에 상륙했다고 발표했다. 이후 현지 시각 10월 10일 오전 2시 경에는 1등급 허리케인으로 세력이 급격히 약화되었다. 결국 상륙 이후인 10월 10일 허리케인은 세력을 완전히 잃고 온대저기압화되며 소멸했다.

## 피해와 영향
| 국가   | 사망자수 | 부상자수 | 재산 피해 (USD) |
| ------ | -------- | -------- | --------------- |
| 멕시코 | 1        | 0        | 알 수 없음      |
| 쿠바   | 0        | 0        | 알 수 없음      |
| 바하마 | 0        | 1        | 알 수 없음      |
| 미국   | 16       | 13       | 알 수 없음      |
| 총 합  | 17       | 14       | 알 수 없음      |

### 멕시코
밀턴이 일으킨 폭우로 캄페체에서 홍수가 발생했다. 위험한 폭풍해일과 집중호우가 유카탄주에 영향을 미쳤으며 프로그레소에서는 높은 파도로 방파제가 침수되었다. 유카탄주 내에서 12,000명 이상이 정전 피해를 입었다. 폭풍해일로 발생한 홍수 때문에 셀레스툰에서는 허리케인이 지나갈 때 대피령이 내려졌다. 시우다드델카르멘-이슬라아과다 구간의 연방 고속도로 일부 지역도 바닷물에 침수되었다. 허리케인으로 몰려든 파도로 칼키니에서는 1명이 익사했다. 밀턴으로 인한 강풍으로 프로그레소의 고택도 붕괴되었고 추부르나에서는 강풍과 폭우로 여러 집이 무너졌다.
시살과 셀레스툰에서는 홍수, 나무 쓰러짐, 정전 등이 도시에 영향을 미치며 가장 큰 피해를 입었다. 시살 도시에서는 소프트볼 경기장 스탠드와 팔라파 지붕들이 날라갔다. 엘쿠요, 리오라가르토스, 라스콜로라다스에서는 천여 명의 시민이 대피소에서 잠을 청했다. 밀턴의 폭풍으로 첼렘 항구의 부두도 파괴되었다. 또한 캉쿤 국제공항에서는 밀턴의 영향으로 여러 항공편의 운항이 취소되었다.

### 쿠바
허리케인이 쿠바에 가까워지면서 긴 강수대가 형성돼 수르히데로데바타바노에서 홍수가 일어났다. 하바나만에서는 밀턴으로 인한 기상 악화로 인해 10월 8일 쿠바 관료가 페리 운행을 중단했다. 쿠바 기상청은 쿠바 서부 지역에서 평균 풍속 40–48 km/h을 기록했으며 카사블랑카에서는 최대 순간풍속 80 km/h를 기록했다고 발표했다.

### 미국
밀턴의 영향으로 대피하러는 소형 개인 항공기가 플로리다주 세인트피터즈버그의 앨버트 위테드 공항에서 이륙한 직후 세인트피터즈버그 부두 인근에 추락해 탑승자 중 3명이 부상을 입었다.
밀턴이 플로리다주에 상륙하기 전인 10월 9일, 플로리다주 곳곳에 토네이도가 상륙해 피해를 주었다. 2개 토네이도가 주간고속도로 제75호선 구간을 가로질러 피해를 주었다. 현지 시각 오후 1시경에는 노스포트마이어즈에서는 토네이도 1개가 상륙해 큰 피해가 발생했다.

## 같이 보기
- 2024년 북대서양 허리케인